# Sergio Gómez (cầu thủ bóng đá, sinh 2000)
Sergio Gómez Martín (sinh ngày 4 tháng 9 năm 2000) là một cầu thủ bóng đá chuyên nghiệp người Tây Ban Nha hiện đang thi đấu ở vị trí hậu vệ cánh trái hoặc tiền vệ tấn công cho câu lạc bộ Real Sociedad tại La Liga.

## Sự nghiệp câu lạc bộ

### Barcelona
Sinh ra tại Badalona, Barcelona, Catalonia, Gómez gia nhập đội trẻ của FC Barcelona vào năm 2010 sau khi thi đấu tại Trajana, CF Badalona và RCD Espanyol. Anh có trận ra mắt đội hình chính của Barcelona B khi vào sân thay cho Abel Ruiz ở phút thứ 86 trong trận hòa 1–1 với Real Zaragoza tại Giải hạng Nhì Tây Ban Nha.

### Borussia Dortmund
Vào ngày 30 tháng 1 năm 2018, Gómez ký hợp đồng với đội bóng đang chơi tại Bundesliga là Borussia Dortmund. Ban đầu anh chơi cho U-19 của đội trước khi gia nhập đội hình chính thức. Anh đã có trận ra mắt đội một vào ngày 8 tháng 4 năm 2018 trong chiến thắng 3–0 trước VfB Stuttgart.

### Cho mượn tại Huesca
Ngày 12 tháng 8 năm 2019, Gómez gia nhập câu lạc bộ Huesca tại giải Segunda División vào mùa giải 2019–2020. Ngày 1 tháng 9 năm sau, sau khi giúp đội bóng thăng hạng lên La Liga, anh được đội bóng gia hạn mượn thêm một mùa giải.

### Anderlecht
Vào ngày 30 tháng 6 năm 2021, Gómez ký hợp đồng với đội bóng Anderlecht đang chơi tại Giải bóng đá vô địch quốc gia Bỉ theo dạng chuyển nhượng vĩnh viễn, anh ký vào bản hợp đồng có thời hạn đến năm 2025. Ở mùa giải đầu tiên của mình, Gómez đã có 49 lần ra sân cho Anderlecht trên mọi đấu trường và được bình chọn là cầu thủ hay nhất mùa giải của câu lạc bộ.

### Manchester City
Gómez gia nhập câu lạc bộ Manchester City vào ngày 16 tháng 8 năm 2022 với giá trị 11 triệu bảng từ Anderlecht, anh ký vào bản hợp đồng 4 năm với đội bóng tới hè năm 2026. Vào ngày 27 tháng 8, Gómez ra mắt Man City sau khi vào sân thay cho Erling Haaland trong chiến thắng 4–2 trước Crystal Palace. Anh đã có trận ra mắt tại Champions League và chơi trọn vẹn 90 phút trước Sevilla vào ngày 6 tháng 9.

### Real Sociedad
Vào ngày 12 tháng 7 năm 2024, Gómez gia nhập câu lạc bộ Tây Ban Nha Real Sociedad với bản hợp đồng có thời hạn đến năm 2030.

## Thống kê sự nghiệp

### Câu lạc bộ
Tính đến ngày 25 tháng 4 năm 2024
| Câu lạc bộ          | Mùa giải            | Giải đấu                 | Giải đấu | Giải đấu | Cúp quốc gia | Cúp quốc gia | Cúp liên đoàn | Cúp liên đoàn | Châu lục | Châu lục | Khác | Khác | Tổng cộng | Tổng cộng |
| Câu lạc bộ          | Mùa giải            | Hạng                     | Trận     | Bàn      | Trận         | Bàn          | Trận          | Bàn           | Trận     | Bàn      | Trận | Bàn  | Trận      | Bàn       |
| ------------------- | ------------------- | ------------------------ | -------- | -------- | ------------ | ------------ | ------------- | ------------- | -------- | -------- | ---- | ---- | --------- | --------- |
| Dortmund            | 2017–18             | Bundesliga               | 2        | 0        | 0            | 0            | —             | —             | —        | —        | —    | —    | 2         | 0         |
| Dortmund            | 2018–19             | Bundesliga               | 0        | 0        | 0            | 0            | –             | –             | 1        | 0        | —    | —    | 1         | 0         |
| Dortmund            | Tổng cộng           | Tổng cộng                | 2        | 0        | 0            | 0            | —             | —             | 1        | 0        | —    | —    | 3         | 0         |
| Huesca (mượn)       | 2019–20             | Segunda División         | 36       | 1        | 1            | 0            | —             | —             | —        | —        | —    | —    | 37        | 1         |
| Huesca (mượn)       | 2020–21             | La Liga                  | 29       | 0        | 2            | 0            | —             | —             | —        | —        | —    | —    | 31        | 0         |
| Huesca (mượn)       | Tổng cộng           | Tổng cộng                | 65       | 1        | 3            | 0            | —             | —             | —        | —        | —    | —    | 68        | 1         |
| Anderlecht          | 2021–22             | Belgian First Division A | 39       | 6        | 6            | 1            | –             | –             | 4        | 0        | —    | —    | 49        | 7         |
| Anderlecht          | 2022–23             | Belgian First Division A | 1        | 0        | —            | —            | —             | —             | —        | —        | —    | —    | 1         | 0         |
| Anderlecht          | Tổng cộng           | Tổng cộng                | 40       | 6        | 6            | 1            | —             | —             | 4        | 0        | —    | —    | 50        | 7         |
| Manchester City     | 2022–23             | Premier League           | 12       | 0        | 4            | 0            | 2             | 0             | 5        | 0        | —    | —    | 23        | 0         |
| Manchester City     | 2023–24             | Premier League           | 6        | 0        | 2            | 0            | 1             | 0             | 5        | 0        | 1    | 0    | 15        | 0         |
| Real Sociedad       | 2024–25             | La Liga                  | 0        | 0        | 0            | 0            | —             | —             | 0        | 0        | —    | —    | 0         | 0         |
| Tổng cộng sự nghiệp | Tổng cộng sự nghiệp | Tổng cộng sự nghiệp      | 141      | 9        | 15           | 1            | 3             | 0             | 15       | 0        | 1    | 0    | 171       | 10        |

1. ↑  Bao gồm DFB-Pokal, Copa del Rey, Belgian Cup và FA Cup
2. 1 2 3  Xuất hiện tại UEFA Champions League
3. ↑  Xuất hiện tại UEFA Europa League
4. ↑  Xuất hiện tại FIFA Club World Cup

## Danh hiệu

### Câu lạc bộ
Đội trẻ Barcelona
- UEFA Youth League: 2017–18

Huesca
- Segunda División: 2019–20

Manchester City
- Premier League: 2022–23, 2023–24
- FA Cup: 2022–23
- UEFA Champions League: 2022–23
- UEFA Super Cup: 2023
- FIFA Club World Cup: 2023

### Đội tuyển quốc gia
U-17 Tây Ban Nha
- Giải vô địch bóng đá U-17 châu Âu: 2017
- Giải vô địch bóng đá U-17 thế giới: á quân 2017

U-18 Tây Ban Nha
- Huy chương vàng Đại hội thể thao Địa Trung Hải: 2018

U-19 Tây Ban Nha
- Giải vô địch bóng đá U-19 châu Âu: 2019

U-23 Tây Ban Nha
- Huy chương Vàng Thế vận hội Mùa hè: 2024

Cá nhân
- Quả bóng bạc FIFA U-17 World Cup: 2017
- Cầu thủ xuất sắc nhất năm của Anderlecht: 2021–22